# Лютанс, Серж
Се́рж Люта́нс — (фр. Serge Lutens; 14 марта 1942, Лилль, в русскоязычной прессе часто встречается неправильная транскрипция Серж Лютен) — французский фотограф, кинематографист, модельер и парфюмер. Наиболее известен как создатель одноимённого парфюмерного бренда и как автор рекламной кампании японской косметической фирмы Shiseido в 80-х годах XX века.

## Ранние годы
Серж Лютанс родился во время Второй мировой войны, в 1942 году, в французском городе Лилле. Он был рождён вне брака и после рождения несколько лет жил в приёмной семье, поселившись с родителями только после их свадьбы. В возрасте 14 лет по настоянию отца Лютанс бросил школу и начал работать помощником в парикмахерском салоне Chez Besson в Лилле. Тогда же он впервые увлёкся фотографией, экспериментировал с постановочными фото на своих знакомых. Эти снимки, сделанные «для себя», стали его первым шагом к профессиональной фотографии.
В возрасте 18 лет Серж Лютанс был призван во французскую армию в связи с войной в Алжире, пытался уклониться от отправки в действующие войска. По его собственному признанию, вначале он пытался симулировать дисфорию, а затем по-настоящему впал в депрессию и провёл под медицинским наблюдением несколько месяцев.

## Фотограф и стилист
С 1962 года он перебрался из Лилля в Париж и стал сотрудничать в качестве фотографа и дизайнера причёсок и макияжа с парижской редакцией журнала Vogue. Его работы имели успех и, помимо Vogue, в 1960-х годах он выполнял работы для Elle, Jardin des Modes, Harper’s Bazaar. В 1967 году фирма Christian Dior заказала Лютансу разработку цветов, стиля и визуальных образов для запуска линии косметики Dior. В начале 1970-х годов главный редактор американского Vogue Диана Вриланд назвала работу Лютанса для линии Dior «революцией в макияже».
В 1973 году нью-йоркский музей Гуггенхайма посвятил творчеству Лютанса отдельную экспозицию.
В 1970-х годах Лютанс много путешествовал и оформил свои визуальные впечатления в два короткометражных фильма: «Les Stars», снятый в 1974 году, и «Suaire», снятый в 1976 году. Оба фильма демонстрировались на Каннском кинофестивале.
В 1980 году Лютанс заключил контракт с японской косметической компанией Shiseido и разработал визуальный стиль, ставший визитной карточкой Shiseido на многие годы. Пресса отмечала значительное влияние русского конструктивизма на визуальные образы, созданные Лютансом. Рекламная кампания с использованием этих образов была настолько яркой, что за несколько лет Shiseido превратилась из локальной азиатской торговой марки в мировую. Сотрудничество Лютанса с Shiseido с тех пор стало постоянным.

## Создатель ароматов
Свой первый аромат Nombre Noir Лютанс создал для Shiseido в 1982 году, однако по-настоящему он увлёкся созданием запахов в начале 1990-х годов. Сначала он создавал ароматы для бренда Shiseido, а позже, в 2000 году, основал торговую марку «Parfums-Beauté Serge Lutens» для ароматов своей разработки. В настоящее время Лютанс в основном работает над запахами, развивает коллекцию собственной торговой марки. Выпущенный в начале 2015 года букет La Religieuse (Монахиня) стал 70-м по счёту ароматом его авторства.
Для презентации некоторых новых ароматов Лютанс снимал небольшие трёхминутные ролики, где читал закадровый текст или сам появлялся в кадре.
В марте 2015 года Лютанс продал права на торговую марку «Parfums-Beauté Serge Lutens» фирме Shiseido, сохранив за собой место арт-директора марки.
В июне 2015 года он приезжал в Москву на открытие фирменного магазина Serge Lutens, ставшего вторым в мире после парижского. В оформлении московского магазина использованы мотивы живописи русского авангарда: конструктивизма и супрематизма, дизайн интерьера разработан при личном участии Сержа Лютанса.

## Семья и личная жизнь
В 1974 году Лютанс приобрёл разрушенный дом в историческом центре Марракеша и начал ремонтировать его, намереваясь в нём поселиться. Восстановление заняло более тридцати лет, сейчас Лютанс живёт и работает в этом доме.
У Лютанса есть сын, он живёт в США.

## Награды
В 2000—2004 работы Сержа Лютанса несколько раз награждались премией Fifi за оригинальный концепт.
В июле 2006 года Серж Лютанс был удостоен звания командора ордена Искусств и литературы Франции.